# Dichanthium armatum
Dichanthium armatum là một loài thực vật có hoa trong họ Hòa thảo. Loài này được (Hoook.f.) Blatt. & McCann mô tả khoa học đầu tiên năm 1928.